# Начиння

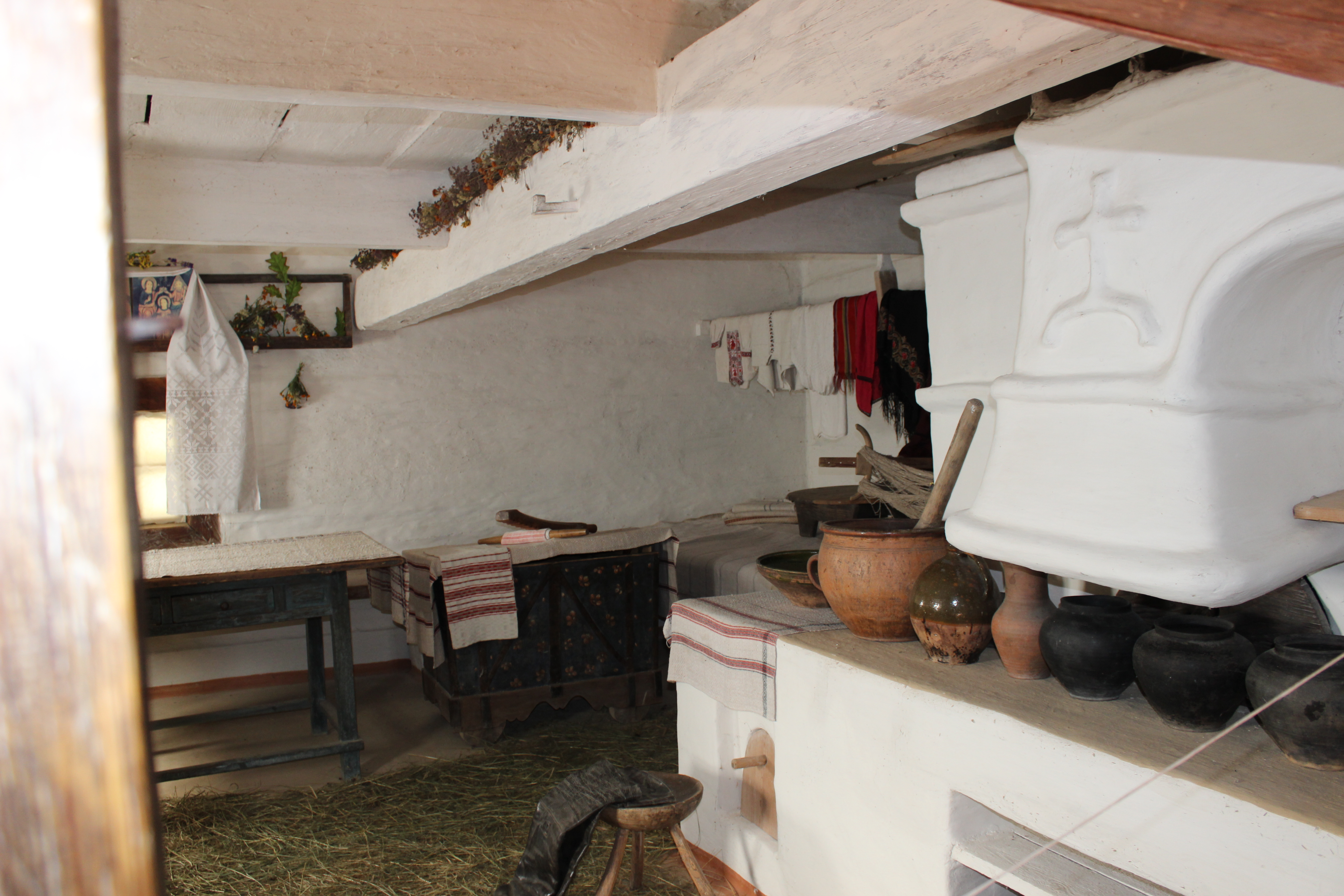
Хатнє начиння в хаті із села Хрещатик Черкаського району Черкаської області. Музей у Пирогові.

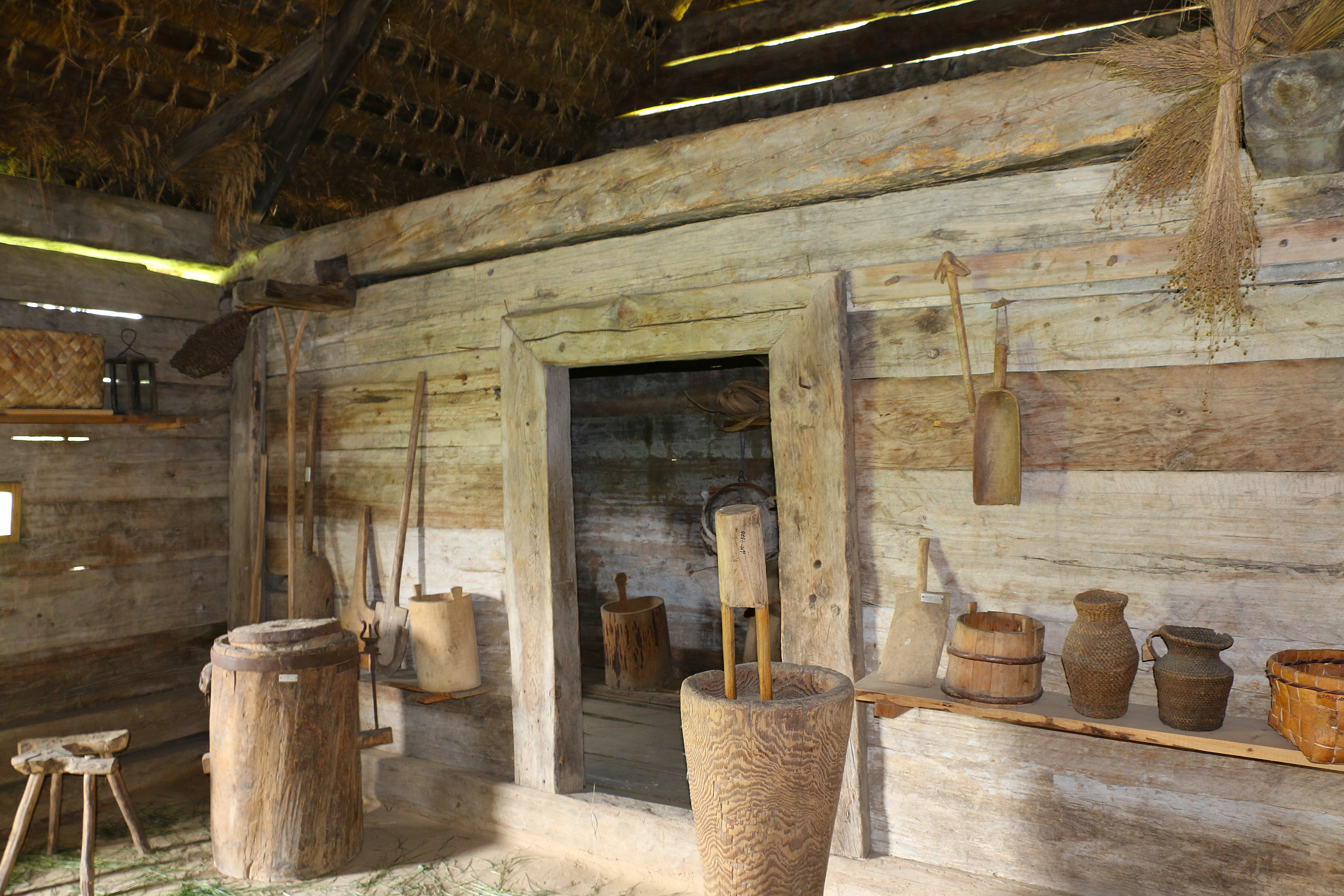
Хатнє начиння садиби з Волинського Полісся. Музей у Пирогові.

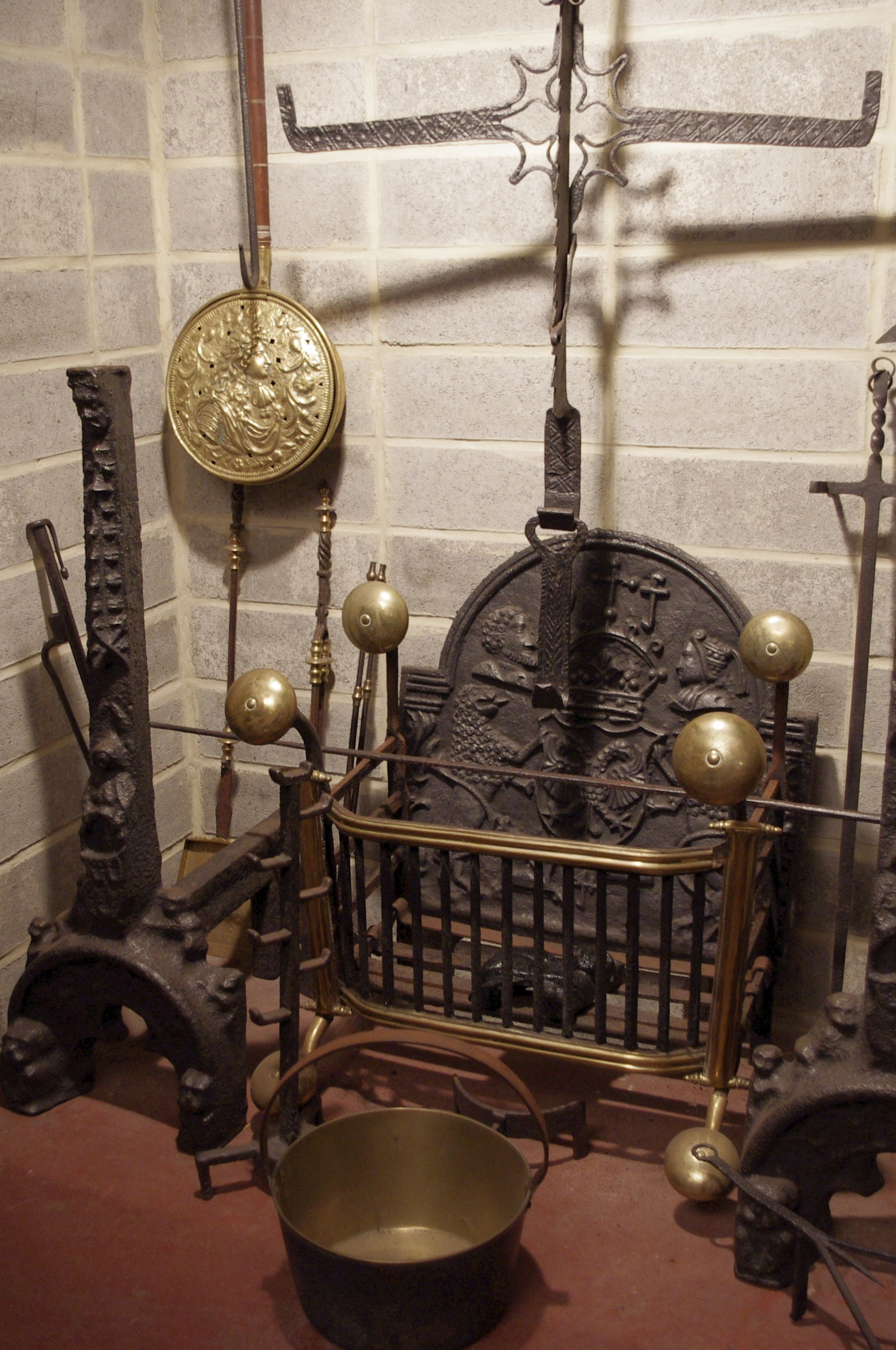
Камінне начиння (гак для казана, шуфлі, ґрати, екран, відро для вугілля) та грілка-жаровня

Начи́ння — загальна назва знарядь праці, інструментів, всеможливих побутових речей, посуду, столових приборів. У цьому значенні також вживалося слово «наряддя».

## Хатнє начиння
Хатнє начиння — різні речі хатнього вжитку, побутові товари. В цьому значенні близько до таких понять, як «хатній скарб», «збіжжя». До начиння належать посуд, столові прибори (кухонне начиння), прилади для до догляду за хатою (віник, щітки), одягом (праски, рублі, праники). До пічного начиння відносять коцюбу, кочергу, хлібну лопату, чаплію, рогач, помело, совок і ємність для золи.

## Ремісниче начиння
Начинням називали й інструмент, реманент, у ширшому сенсі — сукупність деталей приладів, машин. Зокрема, «начиння» — стара українська назва ремізки, пристрою для розсування ниток основи в ткацькому верстаті.

## Церковне начиння
Церковне начиння — розмовна назва (правильніше «церковні речі», «святі речі», «церковний посуд», «священний посуд») предметів та посуду, необхідні для проведення богослужінь. До нього відносять: євхаристійний посуд, предмети архиєрейського богослужіння, знаряддя для здійснення треб, богослужбові книги, дзвони, світильники (лампади, панікадила), хрести, ікони, хоругви тощо.